# Joyeuse (miecz)

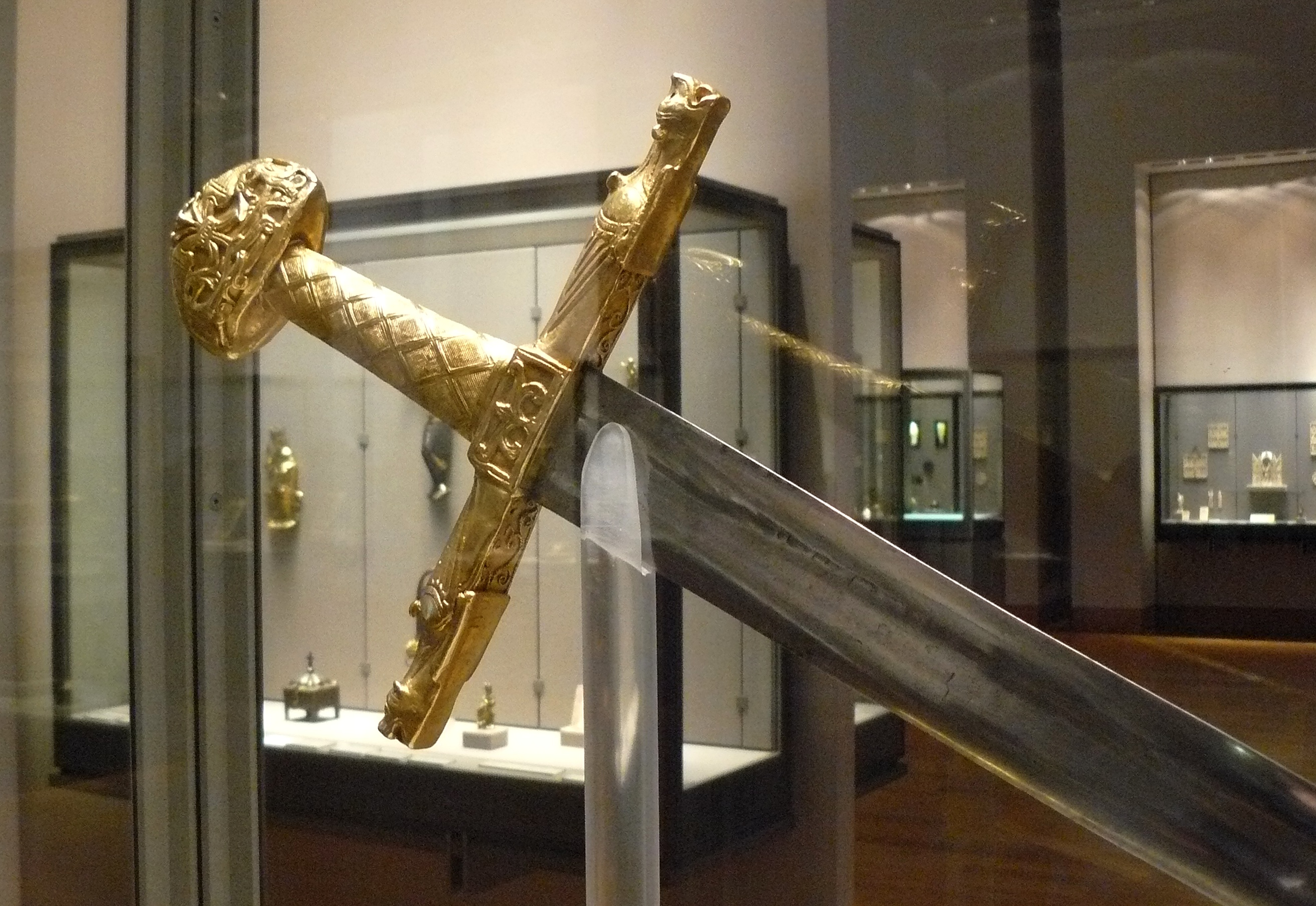
Joyeuse w Luwrze

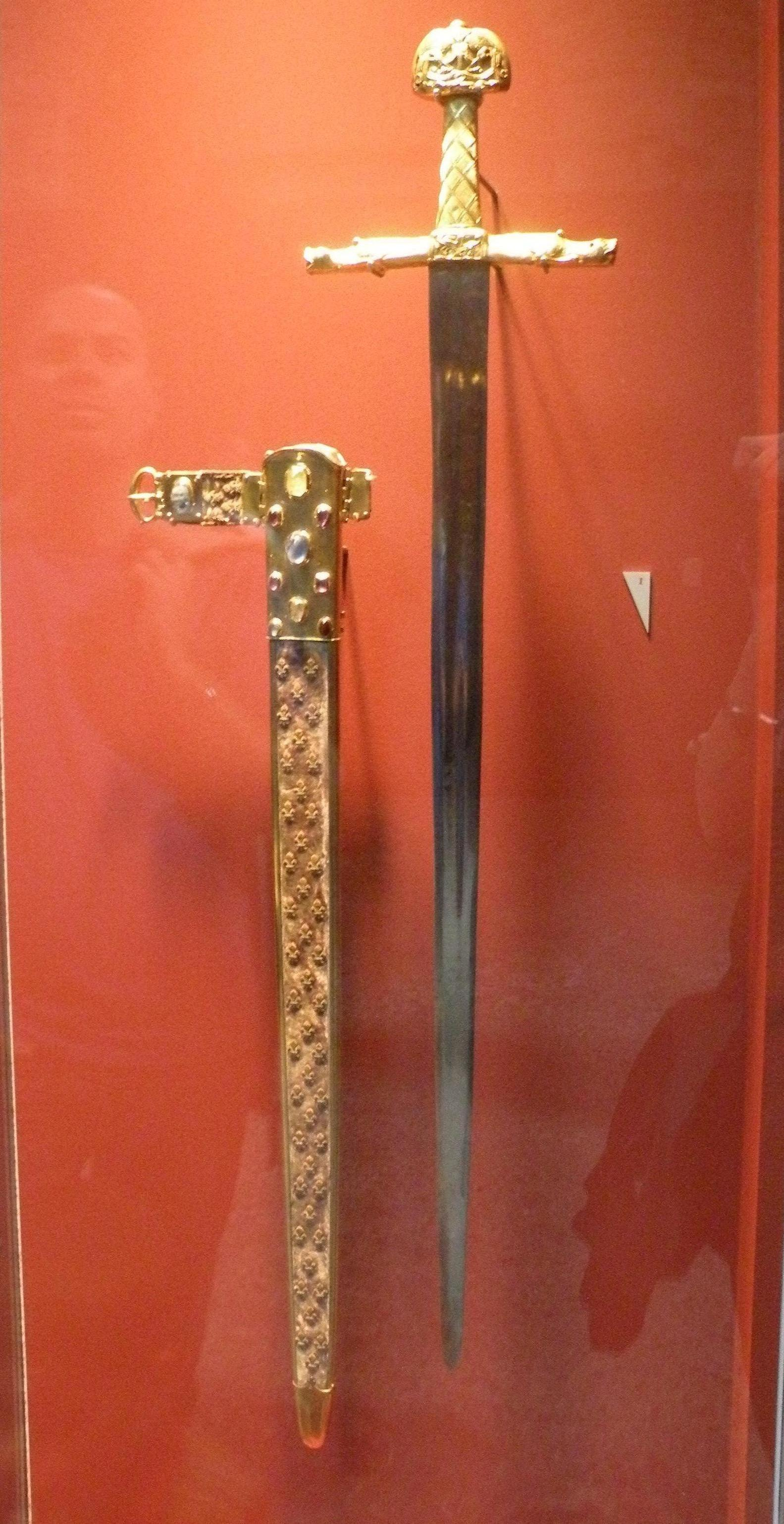
Joyeuse z XIII-wieczną pochwą w muzeum w Cluny

Ludwik XIV z Joyeuse (Hyacinthe Rigaud, 1701)

Joyeuse (fr. „radosny”) – historyczny miecz cesarza rzymskiego, Karola Wielkiego opisany w najbardziej znanym eposie rycerskim Pieśń o Rolandzie. W późniejszych czasach był używany podczas koronacji francuskich królów.

## Joyeuse w legendzie
Według pewnych legend Joyeuse został wykuty tak, by jego rękojeść zawierała ułamek Włóczni Longinusa; według innych głownia wykuta była z tych samych materiałów co Durendal Rolanda czy Curtana Ogiera.
XI-wieczna Pieśń o Rolandzie tak opisuje ten miecz:

[Karol Wielki] był odziany w swą piękną białą kolczugę i hełm zdobny oprawionymi w złoto kamieniami; u boku miał Joyeuse, a nigdy nie było miecza, który by mu dorównał; połyskiwał zmieniając kolor trzydzieści razy dziennie.

XIX-wieczny pisarz amerykański Thomas Bulfinch napisał, że Karol Wielki ściął za pomocą Joyeuse głowę wodza Saracenów Corsubala i że użył go do pasowania na rycerza Ogiera Duńskiego. Nazwę miecza nosi prawdopodobnie miasto Joyeuse w departamencie Ardèche: Joyeuse został jakoby utracony w bitwie, po czym odzyskany przez jednego z rycerzy Karola; w podzięce cesarz miał przekazać owemu rycerzowi apanaż, który nazwano Joyeuse.

## Miecz koronacyjny
Miecz identyfikowany z Joyeuse Karola Wielkiego po raz pierwszy niesiono w procesji koronacyjnej w roku 1270 (Filip III Śmiały), a po raz ostatni – w 1824 (Karol X Burbon). Co najmniej od 1505 roku miecz był przechowywany w katedrze Saint-Denis, skąd w listopadzie 1793 roku został przeniesiony wraz z innymi regaliami do przekształconego w muzeum Luwru.
La Joyeuse znajdujący się w paryskim muzeum składa się z wielu części dodawanych przez stulecia używania go jako miecza koronacyjnego. Według bronioznawcy Ewarta Oakeshotta ma głownię wczesnośredniowieczną, datowaną na około X wiek. Zdaniem sir Martina Conwaya klinga może być datowana nawet na początek IX wieku, co mogłoby sugerować, że był to rzeczywiście miecz Karola, ale inny ekspert brytyjski, Guy Laking, zaprzecza i datuje ją na pierwszą połowę XIII wieku.
Oficjalna strona internetowa Luwru datuje głowicę miecza na X–XI wiek, jelec na XII, a rękojeść na XIII stulecie.

## Miecz wiedeński
Przechowywany w muzeum w Wiedniu miecz św. Maurycego, czasem nazywany był mieczem Attyli albo mieczem Karola Wielkiego.

## Galeria

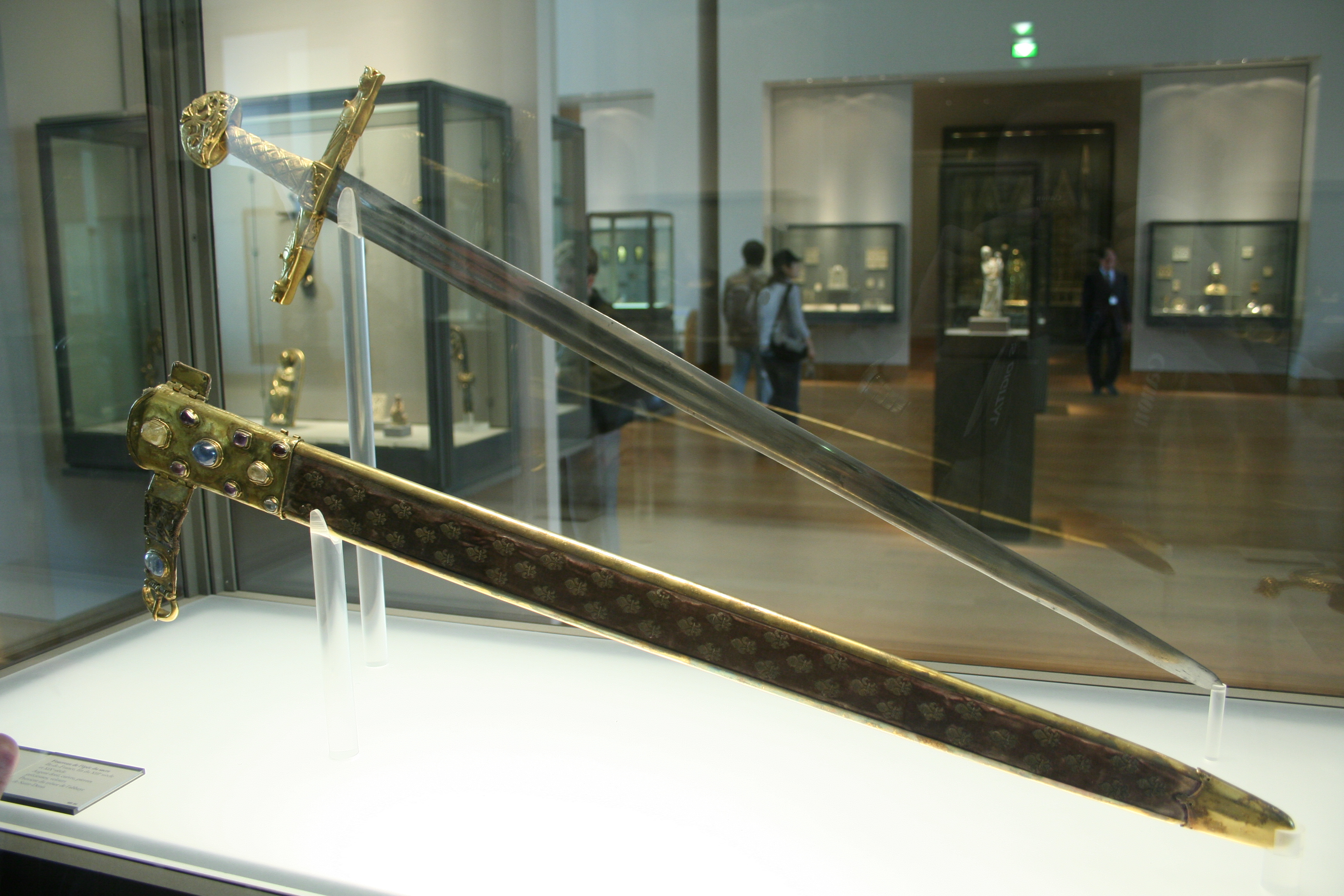
Joyeuse
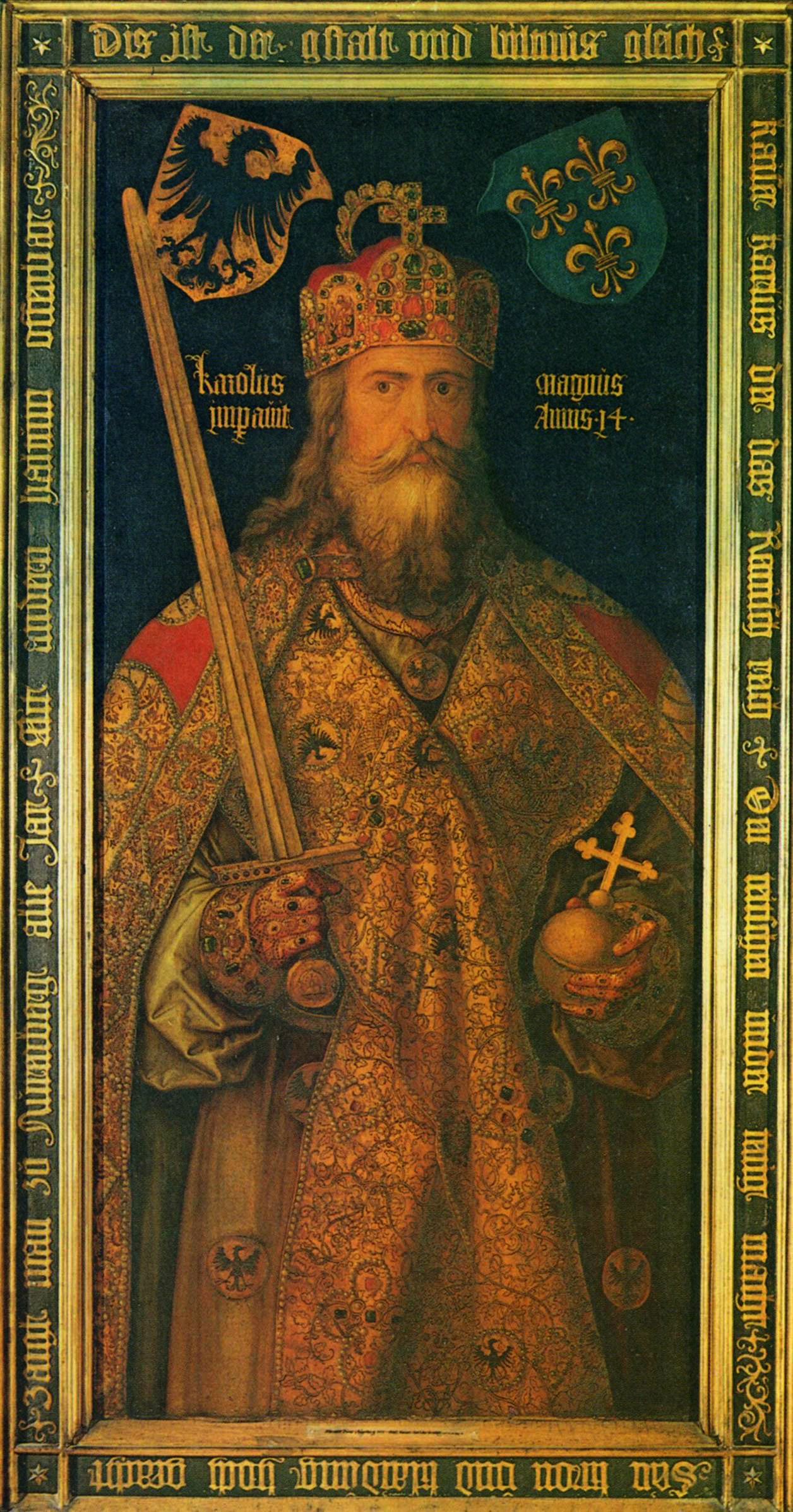
Karol Wielki